# شیائومی می بند ۳
شیائومی می بند ۳ (انگلیسی: Xiaomi Mi Band 3) یک ساعت هوشمند است که توسط شیائومی ساخته شده‌است. می بند ۳ در ۳۱ مه ۲۰۱۸ عرضه شد و از نمایشگر اولد و همچنین اندازه‌گیر ضربان قلب برخوردار است، اما ضربان مستمر قلب را نشان نمی‌دهد.